# 高傑博
高傑博，BBS（1946年8月3日—），英格蘭裔香港公務員，曾擔任土地註冊處處長和中西區及灣仔政務專員。高分別在香港大學及萨塞克斯大学取得文學學士及文學碩士。他於1966年7月入職港英政府皇家香港警務處出任警務督察，及後在1975年7月轉職政務主任。他在1997年2月24日獲港府委任為土地註冊處處長，及後在2001年3月29日退休卸任，並獲港府於同年7月1日頒授銅紫荊星章。退休後，他在澳大利亚墨尔本居住。